# Gareth Shaw
Gareth Shaw (Belfast, 30 oktober 1985) is een golfprofessional uit Noord-Ierland.

## Amateur
In zijn amateurstijd speelde Gareth van 2002-2007 in het nationale team. Hij vertegenwoordigde zijn land al in 2002 bij de Jacques Leglise Trophy en ten slotte bij de Palmer Cup in 2008. Hij had toen handicap +3.

### Gewonnen
- 2006: NL Junioren

### Teams
- Jacques Leglise Trophy: 2002 (winnaars), 2003 (winnaars)
- Eisenhower Trophy: 2006
- Palmer Cup: 2007, 2008 (winnaars)

## Professional
Na de Palmer Cup van 2008 werd hij professional. Van 2009-2011 speelde Shaw op de Europese Challenge Tour. In 2012 speelde hij op de Alps Tour, waar hij de Order of Merit won en dus in 2013 weer op de Challenge Tour kon spelen.